# Indonesia Open 1987
Die Indonesia Open 1987 waren eines der Top-10-Turniere des Jahres im Badminton in Asien. Sie fanden vom 23. bis zum 26. Juli 1987 in Jakarta statt. Das Preisgeld betrug 81.000 US-Dollar.

## Finalresultate
| Disziplin    | Sieger                      | Finalist                     | Ergebnis          |
| ------------ | --------------------------- | ---------------------------- | ----------------- |
| Herreneinzel | Yang Yang                   | Eddy Kurniawan               | 15-6, 15-8        |
| Dameneinzel  | Li Lingwei                  | Shi Wen                      | 12-10, 11-6       |
| Herrendoppel | Liem Swie King Eddy Hartono | Bobby Ertanto Rudy Heryanto  | 15-6, 15-8        |
| Damendoppel  | Ivanna Lie Rosiana Tendean  | Verawaty Fajrin Susi Susanti | 15-4, 17-16       |
| Mixed        | Jan Paulsen Gillian Gowers  | Zhou Jincan Lao Yujing       | 14-18, 15-9, 15-7 |